# ルーカス・ヌメチャ
- ルーカス・ンメチャ
- ルーカス・エンメチャ

ルーカス・ヌメチャ（Lukas Nmecha, 1998年12月14日 - ）は、ドイツ・ハンブルク出身のサッカー選手。リーズ・ユナイテッドFC所属。ポジションはフォワード。
ヌメチャと表記されることが多いが、"N"の後に"u"が続かないため、ンメチャと発音するのが正しい。

## 経歴

### クラブ
マンチェスター・シティFCのユースチームに加入し、ユースチームで10年間プレーした。
2017年12月19日、EFLカップのレスター・シティFC戦トップチームデビューを果たした。PK戦では3番目のキッカーを務め、ペナルティキックを成功させ勝利に貢献した。2018年4月29日、プレミアリーグ・ウエストハム・ユナイテッドFC戦にガブリエル・ジェズスと交代で途中出場し、プレミアリーグデビューを果たした。
2018年8月9日、プレストン・ノースエンドFCにレンタル移籍した。
2019年8月3日、VfLヴォルフスブルクへにレンタル移籍した。
2020年1月3日、ミドルズブラFCにシーズン終了までのレンタルで移籍した。
2020年8月20日、RSCアンデルレヒトにレンタル移籍した。
2021年7月16日、VfLヴォルフスブルクへの完全移籍が発表され、2025年までの契約を結んだ。
2025年6月15日、リーズ・ユナイテッドFCに2年契約で移籍した。

### 代表
ドイツ人とナイジェリア出身の両親の間にドイツのハンブルクで生まれ、イングランドで育ったため、ドイツ・ナイジェリア・イングランドの3つの国の代表でプレーする権利を持つ。
2016年からU-18イングランド代表とU-19イングランド代表に選ばれている。2017年にはUEFA U-19欧州選手権の優勝に貢献した。
2018年5月18日、エイディー・ブースロイド監督によってトゥーロン国際大会に出場するU-21イングランド代表に選出された。
2021年にはUEFA U-21欧州選手権2021に出場し、優勝を経験した。

## 私生活
弟のフェリックス・ヌメチャもサッカー選手。

## タイトル

### クラブ
マンチェスター・シティ
- FAコミュニティ・シールド：2018

### 代表
U-19イングランド代表
- UEFA U-19欧州選手権：2017[15]

U-21ドイツ代表
- UEFA U-21欧州選手権：2021